# Sony α700

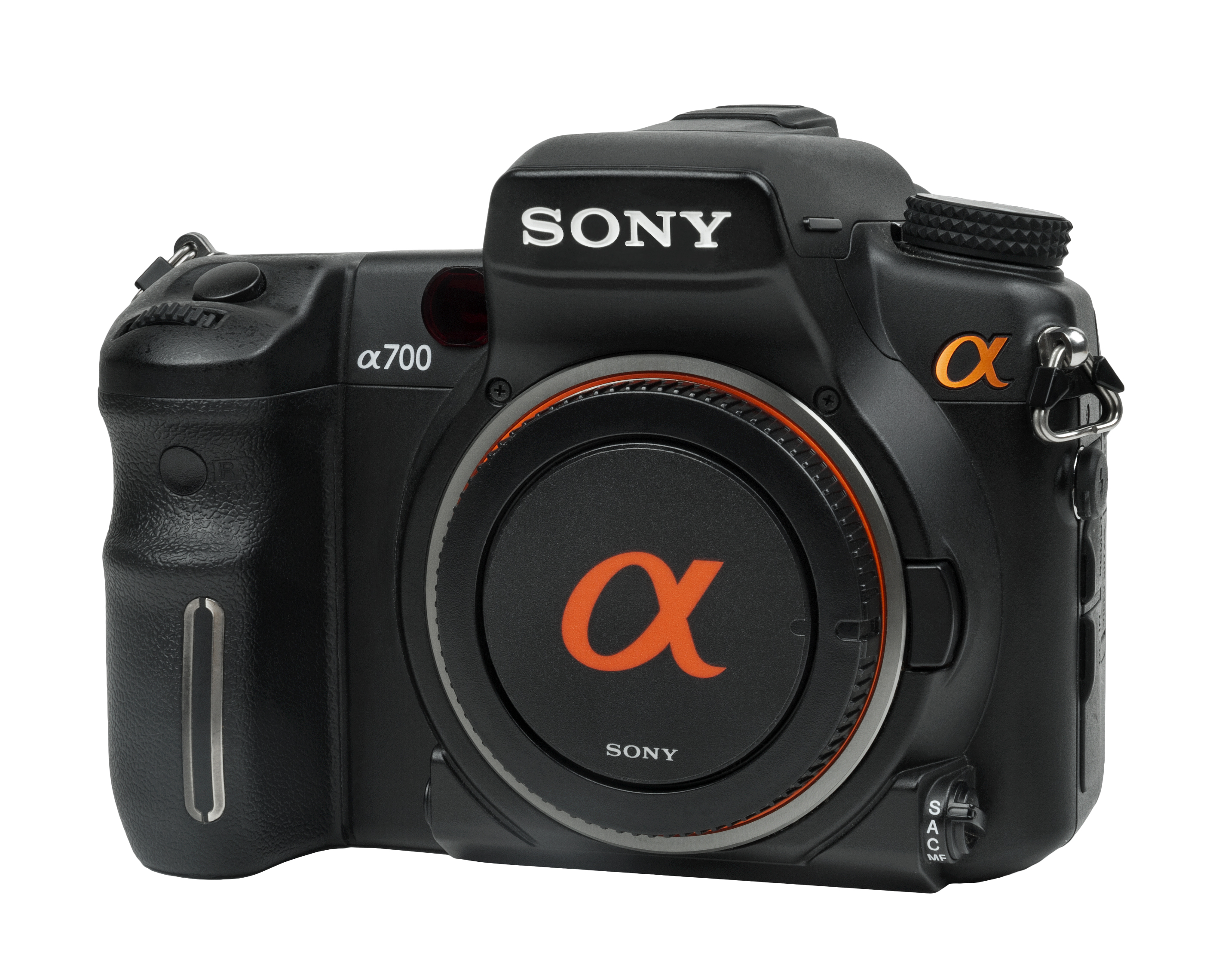
Sony α700

Sony α700 (oznaczenie fabryczne DSLR-A700) – druga lustrzanka cyfrowa (ang. DSLR, Digital Single Lens Reflex Camera), przeznaczona dla zaawansowanych użytkowników, wyprodukowana przez firmę Sony i dostępna na rynku od marca 2007 do grudnia 2009.
Wyposażona jest w matrycę CMOS o efektywnej rozdzielczości ok. 12,2 megapiksela (APS-C), ekran Clear Photo LCD o przekątnej 3 cali i rozdzielczości 307 tys. pikseli oraz system stabilizacji obrazu SteadyShot INSIDE. Aparat współpracuje z obiektywami Sony oraz Konica Minolta.
W grudniu 2009 r. firma Sony ogłosiła zakończenie dalszej produkcji α700. W lutym 2010 r. zapowiedziano następcę tego modelu. Kolejna zapowiedź następcy modelu α700 pojawiła się w lutym 2011 r., zapowiadając premierę modelu α77 w trzecim kwartale 2011 roku.